# Формула (римское право)
Фо́рмула (лат. formula — «предписание, правило») — в древнеримском судопроизводстве так назывался письменный документ, с помощью которого гражданский судебный магистрат (обычно претор) сообщал назначенному для разбора конкретной тяжбы судье, при каких фактических и юридических обстоятельствах тот должен присудить или освободить ответчика (лат. si paret… condemnato, si non paret, absolvito — «Если окажется… присуди, если не окажется… оправдай»).

## История формулы
Формула в римском праве была введена распоряжением Эбуция (лат. Lex Aebutia, ок. 125 года до н. э.), а позднее расширена законом Августа о судопроизводстве по тяжбам частных лиц (Lex Iulia iudiciorum privatorum, 17 до н. э.). Этим последним законом формулярная процедура почти полностью заменила прежнюю легисакционную (legis actiones).

## Состав формулы
Формула состояла из нескольких частей. Некоторые из них включались в каждую формулу, а именно: назначение судьи, который будет решать данное дело (лат. …iudex esto), и две сущностные клаузулы — интенция (изложение сути претензии истца) и кондемнация (приговор).
Другие клаузулы, такие, как демонстрация и адъюдикация, включались в том случае, когда необходимо было уточнить некоторые обстоятельства дела.
Также в формулу могли быть включены в виде эксцепции (процессуальной оговорки) некоторые обстоятельства, о которых заявлял ответчик; если эти обстоятельства подтверждались в ходе процесса, они исключали возможность осуждения ответчика.